# St-Gilles (Pons)

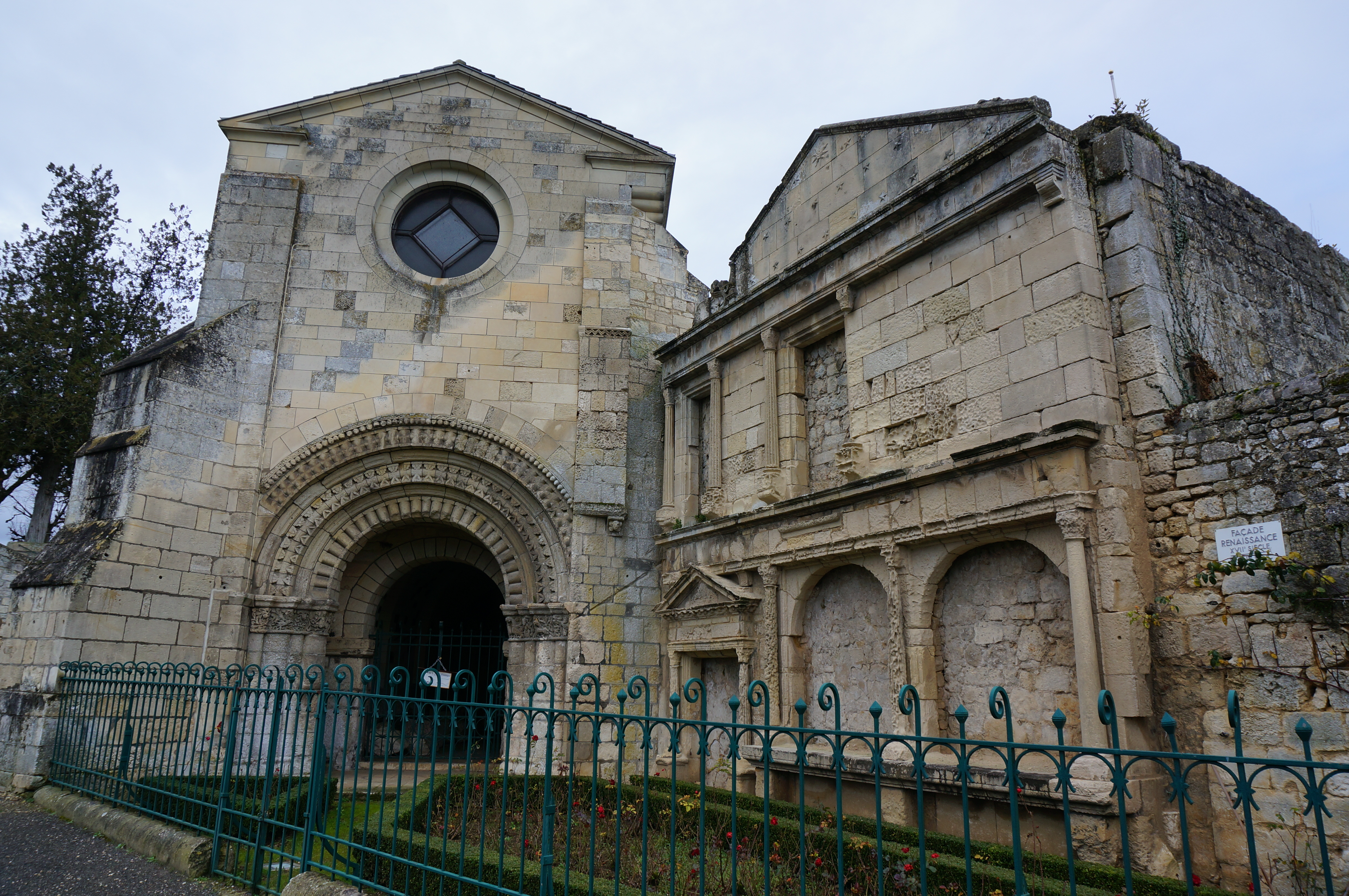
Kapelle Saint-Gilles in Pons.

Die ehemalige romanische Kapelle Saint-Gilles in Pons im Département Charente-Maritime beherbergt das Archäologische Museum der Stadt. Das mittelalterliche Bauwerk ist seit dem Jahr 1879 als Monument historique eingestuft.

## Kapelle Saint-Gilles

### Patrozinium
Die Kapelle ist dem heiligen Ägidius geweiht, einem der in weiten Teilen Westeuropas verehrten 14 Nothelfer.

### Lage
Die doppelgeschossige Kapelle liegt in unmittelbarer Nähe zum Burgviertel der Stadt Pons; es wird deshalb vermutet, dass der Bau ehemals als Burgkapelle gedient hat und noch dem im Jahre 1179 durch Richard Löwenherz zerstörten Vorgängerbau des Donjon von Pons zugehörte.

### Baugeschichte
Die Kapelle entstammt noch dem späten 11. Jahrhundert; das romanische Portal wird als spätere Zutat angesehen, als die mittelalterliche Steinbearbeitung schon deutliche Fortschritte gemacht hatte. Die südliche Außenwand wurde im 15. oder 16. Jahrhundert durch mächtige Strebepfeiler mit perfekt ausgeführtem Mauerwerk stabilisiert. Im Verlauf der Französischen Revolution seiner sakralen Funktionen beraubt, wurde der Kirchenbau im Jahre 1879 als Archäologisches Museum wiedereröffnet – in diesem Zusammenhang entstand wohl auch die Gestaltung des heutigen Eingangsbereichs der Kapelle mit einem Dreiecksgiebel.

### Architektur
Das zweigeschossige – aus nur grob behauenen Steinen errichtete – Bauwerk war wohl ursprünglich annähernd geostet, hatte jedoch keine Apsis. Das Obergeschoss ist nicht gewölbt, sondern hat lediglich einen offenen Dachstuhl. Das dem Ursprungsbau im späten 12. Jahrhundert hinzugefügte tympanonlose, mehrfach gestufte romanische Archivoltenportal liegt auf der rückwärtigen Seite des Bauwerks; es war wohl der ehemalige Zugang von der Burgseite in das gewölbte Untergeschoss der Kapelle. Die abstrakt-geometrischen, nichtfigürlichen Dekormotive der Bogenläufe ähneln denen an den Portalen von Chadenac, Marignac und Jazennes. Die Kapitelle der Säulen des Portalgewändes zeigen hingegen Fabelwesen und vegetabilische Motive. Über dem Portal befindet sich ein Rundfenster zur Belichtung des Obergeschosses. Unmittelbar daneben erhebt sich die imposante Renaissancefassade eines nicht mehr existenten Patrizierhauses (Portal mit Dreiecksgiebel, Rechteckfenster mit rahmenden kannelierten Säulen).

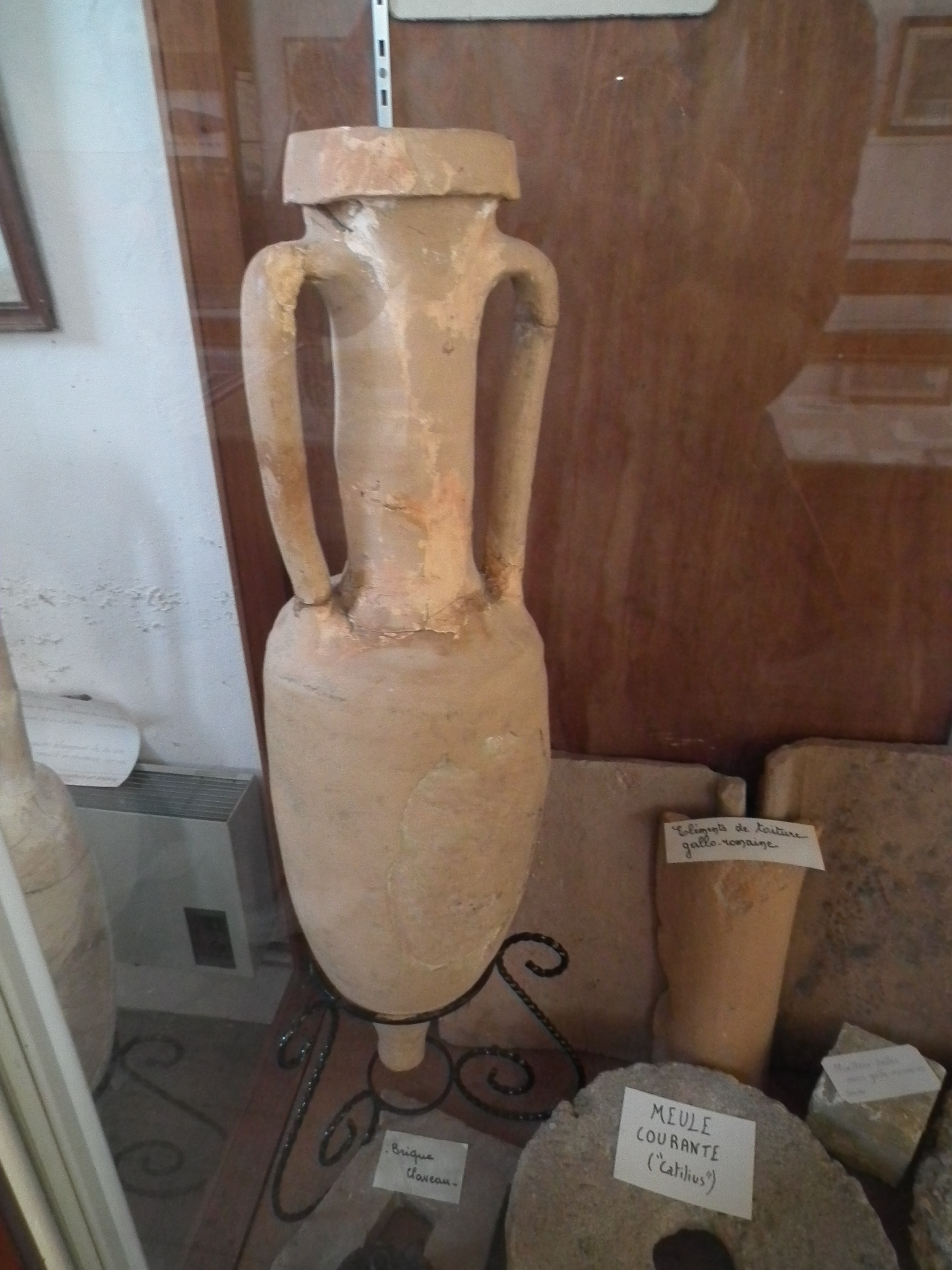
Archäologisches Museum: antike Amphore, Mahlsteine, Dachziegel etc.

## Archäologisches Museum
Das Archäologische Museum beherbergt in Glasvitrinen eine Vielzahl von Fundstücken aus der langen keltisch-santonischen, römisch-antiken und mittelalterlichen Stadtgeschichte von Pons. Auch einige prähistorische Steinwerkzeuge sind zu sehen. Im Untergeschoss sind zwei römische Meilensteine (bornes milliaires) ausgestellt, die daran erinnern, dass Pons einst an der Via Agrippa zwischen Bordeaux (Burtigala) und Saintes (Mediolanum Santonum) lag.